# Судовий поєдинок (фільм)
«Судовий поєдинок» (англ. Trial by Combat) — британський фільм 1976 року.

## Сюжет
Син і єдиний спадкоємець сера Гріффорда розслідує смерть свого батька, що став випадковим свідком зборів членів таємної організації «Лицарі Авалона».

## У ролях
| Актор           | Роль                           |
| --------------- | ------------------------------ |
| Джон Міллз      | полковник Берті Кук            |
| Дональд Плезенс | сер Джайлс Марлі               |
| Барбара Херші   | Маріон Еванс                   |
| Девід Бірні     | сер Джон Гіффорд               |
| Маргарет Лейтон | Ма Гор                         |
| Пітер Кашинг    | сер Едвард Гіффорд             |
| Брайан Гловер   | Сідні Гор                      |
| Джон Севідент   | Олівер Гріггс, комісар поліції |
| Джон Хеллам     | сер Роджер                     |
| Кіт Баклі       | Геральд                        |